# Glen Rock (Nueva Jersey)
Glen Rock es un borough ubicado en el condado de Bergen en el estado estadounidense de Nueva Jersey. En el año 2000 tenía una población de 11.546 habitantes y una densidad poblacional de 1,638.9 personas por km².

## Geografía
Glen Rock se encuentra ubicado en las coordenadas 40°57′40″N 74°7′33″O / 40.96111, -74.12583.

## Demografía
Según la Oficina del Censo en 2000 los ingresos medios por hogar en la localidad eran de $104,192 y los ingresos medios por familia eran $111,280. Los hombres tenían unos ingresos medios de $84,614 frente a los $52,430 para las mujeres. La renta per cápita para la localidad era de $45,091. Alrededor del 2.4% de la población estaba por debajo del umbral de pobreza.